# Blues for Salvador
Blues for Salvador é um álbum solo lançado em outubro de 1987 pelo guitarrista Carlos Santana, e dedicado à sua esposa Deborah Santana. O álbum rendeu a Carlos o "Prêmio Grammy de Melhor Performance de Rock Instrumental" de 1989.
O álbum chegou à 195ª posição na parada da The Billboard 200.
| Críticas profissionais                                                      | Críticas profissionais |
| Avaliações da crítica                                                       | Avaliações da crítica  |
| Fonte                                                                       | Avaliação              |
| --------------------------------------------------------------------------- | ---------------------- |
| allmusic                                                                    | [ 3 ]                  |
| Esta tabela precisa de ser acompanhada por texto em prosa. Consulte o guia. |                        |

## Faixas
1. "Bailando/Aquatic Park" (Santana, Thompson, Vialto) – 5:46
2. "Bella" (Crew, Santana, Thompson) – 4:31
3. "I'm Gone" (Crew, Santana, Thompson) – 3:08
4. "'Trane" (Santana) – 3:11
5. "Deeper, Dig Deeper" (Crew, Miles, Santana, Thompson) – 6:09
6. "Mingus" (Crew, Santana, Thompson) – 1:26
7. "Now That You Know" (Santana) – 10:29
8. "Hannibal" (Ligertwood, Pasqua, Rekow) – 4:28
9. "Blues for Salvador" (Santana, Thompson) – 5:57

## Músicos
- Carlos Santana - guitarra
- Greg Walker — vocais
- Chris Solberg —  vocais, guitarra, teclados
- Raul Rekow - vocais, vocais de apoio, percussão, congas
- Buddy Miles — vocais de apoio
- Alex Ligertwood - vocais, percussão
- Orestes Vilato - vocais de apoio, percussão, timbales, flauta
- Armando Peraza - vocais, percussão, bongô
- Alphonso Johnson — baixo
- Tony Williams — bateria
- Graham Lear - bateria, percussão